# Necyklopedie

Logo Necyklopedie

Necyklopedie (v anglickém originále Uncyclopedia) je satirická „internetová encyklopedie“ parodující Wikipedii (i když sama tvrdí opak). Vznikla jako anglofonní projekt, postupně vzniklo několik jejích jazykových mutací. Zakladatelem české Necyklopedie je podle ní Jára Cimrman.
Necyklopedie je sbírkou absurdních hesel, která nemají zdánlivě nic společného se skutečností – například Wikipedie je v ní definována jako „satirická ‚encyklopedie‘ parodující Necyklopedii“. Jedním z hlavních principů je „satirical point of view (SPOV, satirický úhel pohledu)“, což je parodie na wikipedistické „neutral point of view (NPOV, nezaujatý úhel pohledu)“.

## Česká Necyklopedie
- V lednu 2005 byl na anglické verzi (Uncyclopedia) založen první článek v češtině, věnovaný Rossovi Hedvíčkovi.

- Od srpna 2005 běží česká Necyklopedie. Česká verze byla založena v lednu 2005, v září 2005 v ní bylo přibližně 14 000 hesel, na začátku září 2006 18 000 hesel, v srpnu 2007 přes 23 000, v roce 2015 měla přes 30 000 článků, což ji činilo druhou největší po verzi portugalské.

- V dubnu 2016 měla Necyklopedie 3 374 hesel, prakticky bez pahýlů; případné pahýly totiž tamější správci likvidují.[zdroj⁠?!]

- Do 25. května 2018 měla Necyklopedie i obdobný vzhled jako Wikipedie, používala stejný software MediaWiki, běžela na webhostingu pro internetové encyklopedie Wikia, s Wikipedií však organizačně spojena nebyla.[zdroj?] Na Necyklopedii je uplatňován podobný systém jako na Wikipedii, fungují tam správci a edituje se tam velmi podobně jako na Wikipedii. Mnoho článků a zmínek je inspirovaných i osobními či věcnými spory na Wikipedii, jelikož mnozí editoři Necyklopedie editovali či editují též na Wikipedii.

- Ke dni 25. května 2018 hostitelský portál FANDOM (Wikia) s odvoláním na směrnici GDPR zrušil stránkami typu Uncyclopedia dosud užívaný "wikipedický" vzhled (skin) Monobook a nahradil jej svým implicitním skinem Oasis. Výrazně se tím změnil celkový vzhled všech tímto rozhodnutím postižených ***pedií, tedy i Necyklopedie. Ohlas tímto rozhodnutím postižených byl převážně negativní.[3]  Postižena tak byla i na webhostingu FANDOM/wikia provozovaná anglofonní Uncyclopedia[4], zatímco samostatná, na wikia nezávislá Uncyclopedia[5] si svůj "wikipedický" vzhled zachovala.

- Dne 26. 2. 2019 oznámil FANDOM, že k 31. 3. 2019 ukončí provoz projektů z rodiny Uncyclopedia. Těm pak nezbylo než se přesunout na jiné hostingy, což různé jazykové komunity řešily různým způsobem, propojení mezi nimi však zůstalo.[6]

- 31. 3. 2019 byla Necyklopedie přesunuta na adresu http://necyklopedie.org (hosting uncyclomedia.co). Od dubna 2019 tak i česká Necyklopedie běží na novém hostingu.[7]

- 2. 4. 2019 byla Necyklopedie ze stránek FANDOM odstraněna. Nadále tedy už zůstává dostupná pouze na hostingu uncyclopedia.co.[8]
- V roce 2023 dosáhla Necyklopedie 5 000. článků.[9]

Česká Necyklopedie se relativně hodně věnuje známým antipatiím mezi Prahou a Brnem či Maďary a Slováky a konspiračním teoriím. Několik desítek českých politiků či evropských států má též své články. Nachází se v ní také mnoho méně kontroverzních pojednání o zajímavých živočiších, vynálezech, otázkách filozofických, historických osobnostech, aktuálním dění atd.
Necyklopedie má také své podprojekty, jako např. Výkladový slovník, Necitáty, Necyklokrám, NecyLeaks nebo Necykloverzitu.
Také názvy odkazů jsou jiné než na Wikipedii, například:
- příspěvky = spraseno
- editovat = zvandalizuj!
- pod lípou = pod parou
- diskuze = flamewar
- odhlásit se = čus bus

### Kontroverze
V roce 2011 byla česká Necyklopedie vyloučena ze soutěže Křišťálová Lupa z kategorie Zájmové weby kvůli rasismu a homofobii u některých článků, konkrétně Romové, Homosexualita, Gay a Stát Izrael. Podle organizátorů soutěže nelze některé formulace obhájit ani vysokou mírou nadsázky a překročily hranici, kterou jsou organizátoři ochotni akceptovat a zaštiťovat.

## Jazykové verze Necyklopedie
- Angličtina – Uncyclopedia
- Arabština – ويكيبيدي
- Čeština – Necyklopedie
- Čínština – 伪基百科
- Čínština (tradiční) – 偽基百科
- Dánština – Spademanns Leksikon
- Italština – Nonciclopedia
- Japonština – アンサイクロペディア
- Finština – Hikipedia
- Francouzština – Désencyclopédie
- Hebrejština – איןציקלופדיה
- Katalánština – Valenciclopèdia
- Latina – Necyclopædia
- Maďarština – Unciklopédia
- Němčina – Uncyclopedia.de, Stupidedia, Kamelopedia
- Nizozemština – Oncyclopedia
- Norština – Ikkepedia Archivováno 22. 4. 2012 na Wayback Machine.
- Polština – Nonsensopedia
- Portugalština – Desciclopédia
- Ruština – Абсурдопедия, Абсурдопедия
- Řečtina – Ανεγκυκλοπαίδεια
- Slovenština - Necyklopédia
- Španělština – Inciclopedia
- Švédština – Psyklopedin